# Ago Panini
Agostino Panini, detto Ago (Torino, 19 dicembre 1967), è un regista, bassista e pubblicitario italiano.

## Biografia
Studia comunicazione e si diploma nel 1985 all'ITSOS di Milano, dopo una laurea mancata in Storia dell'arte per cui aveva preparato una tesi su I Simpson, inizia a lavorare come comparsa per varie produzioni RAI, tra cui lo sceneggiato di Salvatore Nocita I promessi sposi. Per oltre dieci anni ha lavorato per una nota agenzia di pubblicità come copywriter.
Panini è inoltre un discreto musicista, che tra il 1988 e il 1998 è stato bassista di una band chiamata Ottantottotasti, che dopo oltre trecento concerti è riuscita a pubblicare un album per la casa discografica EMI. Nel 1993, assieme a Luca Lucini e Sandro Bolzoni, fonda la Outtatime, etichetta indipendente, che si prodiga nella valorizzazione di talenti emergenti.
Nel 1996 presenta al Festival di Venezia il suo primo cortometraggio Scorpioni, scritto con la collaborazione di Giuseppe Cederna, e vincitore di vari premi, incluso successivamente nella raccolta Corti stellari. L'anno seguente firma un contratto con l'agenzia FilmMaster, che lo porta a realizzare moltissimi spot pubblicitari, soprattutto per il mercato automobilistico. Nel 1999 si cimenta in una nuova avventura, la creazione di un laboratorio che si prodiga nel creare opere con l'ausilio di nuovi linguaggi multimediali, come videoclip, documentari, graphic design, web design, videoinstallazioni e molto altro.
Nel 2001 collabora con il cantautore Paolo Conte alla realizzazione di un progetto musicale intitolato Razmatazz, il progetto non è mai andato in porto e parte del materiale è disponibile sull'omonimo album del cantautore astigiano, pubblicato nel 2000. Sempre in ambito musicale ha diretto moltissimi videoclip per vari artisti nazionali, come Daniele Silvestri, Delta V, Vinicio Capossela, Paolo Conte, Almamegretta, Africa Unite e molti altri.
Nel 2008 dirige il suo primo lungometraggio per il cinema, Aspettando il sole, una commedia noir con cast corale che comprende Raoul Bova, Claudia Gerini, Vanessa Incontrada, Claudio Santamaria, Rolando Ravello, Gabriel Garko e molti altri, ambientato in un decadente hotel.
Nel 2012 ha pubblicato il suo primo romanzo, L'erba cattiva, parzialmente autobiografico, edito da Indiana editore.
Nel 2019 ha diretto, assieme a Luca Lucini, la serie televisiva Made in Italy, ambientata negli anni '70, in una Milano che inizia ad affermarsi come capitale della moda.

## Filmografia

### Cinema
- Aspettando il sole (2008)

### Televisione
- Made in Italy, regia di Luca Lucini e Ago Panini - serie TV (2019)
- Mameli - Il ragazzo che sognò l'Italia, regia di Luca Lucini e Ago Panini - miniserie TV (2024)

### Cortometraggi
- Scorpioni (1996)

### Videoclip
- Africa Unite - Baby Jane (2000), Concrete Jungle (2001), Amantide (2006)
- Almamegretta - Suonno (1998), OreMinutiSecondi (1999)
- Andrea Bocelli - Canto della terra (2005)
- Casino Royale - Protect Me (feat. Elisa Burchett) (2003), Prova[1] (2006), In My Soul Kingdom (2007)
- Daniele Silvestri - Aria (1999), Sempre di domenica (2002)
- Delta V - Il mondo visto dallo spazio (1998), Se telefonando (1998)
- Eros Ramazzotti - Un angelo disteso al sole / Un ángel como el Sol tú eres (2012)
- Giuliano Palma - Musica di musica (2002)
- Giuliano Palma & the Bluebeaters - Wonderful Life (1999), Che cosa c'è (feat. Gino Paoli) (2000), Messico e nuvole[1] (2005), Black Is Black[1] (2005), Come le viole[1] (2006), Tutta mia la città[1] (2007), Testarda io (La mia solitudine)[1] (2008), Se ne dicon di parole[1] (2008), Pensiero d'amore[1] (2008)
- Laura Pausini - Gente (1994) [versione italiana]
- Massimo Di Cataldo - Una ragione di più (1995)
- Neffa - Alla fermata (2001)
- Paolo Conte - La Java (2000)
- Raiz - W.O.P. (2004), Sole[1] (2008)
- Reggae National Tickets - Ti sento (1998)
- The Bluebeaters - Toxic[1] (2014)
- The Dub Sync - P.O.T. (Presto o tardi)[2] (feat. Fabri Fibra) (2012)
- Vinicio Capossela - Marajà (2000), Si è spento il Sole (2000)
- Zucchero Fornaciari - Occhi / Flying Away[1] (2006)

## Libri
- L'erba cattiva, Indiana, 2012 (ISBN 978-88-97-40403-3)